# 500 mil Indianapolis 1953
500 mil Indianapolis 1953 (oficiálně 37th International 500-Mile Sweepstakes) se jela na okruhu Indianapolis Motor Speedway v Indianapolis v Indianě ve Spojených státech amerických dne 30. května 1953. Závod byl druhým v pořadí v sezóně 1953 šampionátu Formule 1.

## Závod
| Poř. | Pořadí na startu | No. | Jezdec                                                                       | Konstruktér              | Kvalifikace | Pořadí v kvalifikaci | Počet kol | Kola ve vedení | Čas/Odstoupení | Body |
| ---- | ---------------- | --- | ---------------------------------------------------------------------------- | ------------------------ | ----------- | -------------------- | --------- | -------------- | -------------- | ---- |
| 1    | 1                | 14  | Bill Vukovich                                                                | Kurtis Kraft-Offenhauser | 138.39      | 1                    | 200       | 195            | 3:53:01.69     | 9    |
| 2    | 12               | 16  | Art Cross                                                                    | Kurtis Kraft-Offenhauser | 137.31      | 8                    | 200       | 0              | +3:30.87       | 6    |
| 3    | 9                | 3   | Sam Hanks (vystřídal ho Duane Carter)                                        | Kurtis Kraft-Offenhauser | 137.53      | 5                    | 200       | 3              | +4:11.50       | 2    |
| 4    | 2                | 59  | Fred Agabashian (vystřídal ho Paul Russo)                                    | Kurtis Kraft-Offenhauser | 137.54      | 4                    | 200       | 1              | +4:39.24       | 1,5  |
| 5    | 3                | 5   | Jack McGrath                                                                 | Kurtis Kraft-Offenhauser | 136.6       | 13                   | 200       | 0              | +7:49.64       | 2    |
| 6    | 21               | 48  | Jimmy Daywalt                                                                | Kurtis Kraft-Offenhauser | 135.74      | 23                   | 200       | 0              | +8:10.21       |      |
| 7    | 25               | 2   | Jim Rathmann (vystřídal ho Eddie Johnson)                                    | Kurtis Kraft-Offenhauser | 135.66      | 27                   | 200       | 1              | +8:46.02       |      |
| 8    | 20               | 12  | Ernie McCoy                                                                  | Stevens-Offenhauser      | 135.92      | 22                   | 200       | 0              | +10:04.55      |      |
| 9    | 6                | 98  | Tony Bettenhausen (vystřídal ho Chuck Stevenson) (vystřídal ho Gene Hartley) | Kuzma-Offenhauser        | 136.02      | 20                   | 196       | 0              | Nehoda         |      |
| 10   | 32               | 53  | Jimmy Davies                                                                 | Kurtis Kraft-Offenhauser | 135.26      | 31                   | 193       | 0              | +7 kol         |      |
| 11   | 26               | 9   | Duke Nalon                                                                   | Kurtis Kraft-Novi        | 135.46      | 30                   | 191       | 0              | Nehoda         |      |
| 12   | 19               | 73  | Carl Scarborough (vystřídal ho Bob Scott)                                    | Kurtis Kraft-Offenhauser | 135.93      | 21                   | 190       | 0              | +10 kol        |      |
| 13   | 4                | 88  | Manny Ayulo                                                                  | Kuzma-Offenhauser        | 136.38      | 15                   | 184       | 0              | Motor          |      |
| 14   | 31               | 8   | Jimmy Bryan                                                                  | Schroeder-Offenhauser    | 135.5       | 29                   | 183       | 0              | +17 kol        |      |
| 15   | 28               | 49  | Bill Holland (vystřídal ho Jim Rathmann)                                     | Kurtis Kraft-Offenhauser | 137.86      | 2                    | 177       | 0              | Dynamo         |      |
| 16   | 10               | 92  | Rodger Ward (vystřídal ho Andy Linden) (vystřídal ho Duke Dinsmore)          | Kurtis Kraft-Offenhauser | 137.46      | 6                    | 177       | 0              | Náprava        |      |
| 17   | 14               | 23  | Walt Faulkner (vystřídal ho Johnny Mantz)                                    | Kurtis Kraft-Offenhauser | 137.11      | 10                   | 176       | 0              | +24 kol        |      |
| 18   | 22               | 22  | Marshall Teague                                                              | Kurtis Kraft-Offenhauser | 135.72      | 25                   | 169       | 0              | Únik oleje     |      |
| 19   | 18               | 62  | Spider Webb (vystřídal ho Johnny Thomson) (vystřídal ho Jackie Holmes)       | Kurtis Kraft-Offenhauser | 136.16      | 17                   | 166       | 0              | Únik oleje     |      |
| 20   | 29               | 51  | Bob Sweikert                                                                 | Kuzma-Offenhauser        | 136.87      | 11                   | 151       | 0              | Zavěšení       |      |
| 21   | 23               | 83  | Mike Nazaruk                                                                 | Turner-Offenhauser       | 135.7       | 26                   | 146       | 0              | Řazení         |      |
| 22   | 24               | 77  | Pat Flaherty                                                                 | Kuzma-Offenhauser        | 135.66      | 28                   | 115       | 0              | Nehoda         |      |
| 23   | 7                | 55  | Jerry Hoyt (vystřídal ho Chuck Stevenson) (vystřídal ho Andy Linden)         | Kurtis Kraft-Offenhauser | 135.73      | 24                   | 107       | 0              | Přehřátí       |      |
| 24   | 27               | 4   | Duane Carter                                                                 | Lesovsky-Offenhauser     | 135.26      | 32                   | 94        | 0              | Zapalování     |      |
| 25   | 17               | 7   | Paul Russo                                                                   | Kurtis Kraft-Offenhauser | 136.21      | 16                   | 89        | 0              | Dynamo         |      |
| 26   | 8                | 21  | Johnnie Parsons                                                              | Kurtis Kraft-Offenhauser | 137.66      | 3                    | 86        | 0              | Motor          |      |
| 27   | 15               | 38  | Don Freeland                                                                 | Watson-Offenhauser       | 136.86      | 12                   | 76        | 0              | Nehoda         |      |
| 28   | 13               | 41  | Gene Hartley                                                                 | Kurtis Kraft-Offenhauser | 137.26      | 9                    | 53        | 0              | Nehoda         |      |
| 29   | 16               | 97  | Chuck Stevenson                                                              | Kuzma-Offenhauser        | 136.56      | 14                   | 42        | 0              | Únik paliva    |      |
| 30   | 30               | 99  | Cal Niday                                                                    | Kurtis Kraft-Offenhauser | 136.09      | 18                   | 30        | 0              | Dynamo         |      |
| 31   | 11               | 29  | Bob Scott                                                                    | Bromme-Offenhauser       | 137.43      | 7                    | 14        | 0              | Únik oleje     |      |
| 32   | 33               | 56  | Johnny Thomson                                                               | Del Roy-Offenhauser      | 135.26      | 33                   | 6         | 0              | Zapalování     |      |
| 33   | 5                | 32  | Andy Linden                                                                  | Stevens-Offenhauser      | 136.06      | 19                   | 3         | 0              | Nehoda         |      |

Poznámky
1. ↑  Bill Vukovich získal jeden bod za zajetí nejrychlejšího kola.

### Náhradníci
- První náhradník: Eddie Johnson (#26)

### Jezdci, kteří se nekvalifikovali
- Frank Armi (#79)
- Alberto Ascari (#97) - Nepřijel
- Henry Banks (#10)
- Buzz Barton (#35)
- Joe Barzda (#69)
- Bill Boyd (#86)
- Billy Cantrell (#42)
- Neal Carter (#23)
- George Connor (#25)
- Ray Crawford (#49)
- Jorge Daponte (#95)
- Duke Dinsmore (#52)
- Bill Doster
- Len Duncan (#31, #81)
- Edgar Elder (#49)
- Johnny Fedricks (#46)
- John Fitch (#49, #74)
- George Fonder (#76)
- Potsy Goacher (#36)
- Cliff Griffith (#24)
- Red Hamilton (#91)
- Allen Heath (#65)
- Al Herman (#93)
- Jackie Holmes (#71)
- Bill Homeier (#84, #87)
- Johnny Kay (#67)
- Jud Larson (#96)
- Jim Mayes (#34)
- Johnny Mauro (#47) - Nepřijel
- Chet Miller (#15) – Fatální nehoda
- Roy Newman (#43)
- Danny Oakes (#63)
- Pat O'Connor (#28, #64, #74)
- Johnny Roberts (#82)
- Hal Robson (#57)
- Troy Ruttman (#2)
- Eddie Sachs (#34)
- Wayne Selser (#75)
- Joe Sostilio (#17)
- Harry Stockman (#84)
- Bill Taylor (#39)
- George Tichenor (#65)
- Johnnie Tolan (#66, #85)
- Leroy Warriner (#44)
- Ebe Yoder[1]

## Průběžné pořadí po závodě
Pohár jezdců
|        | Pořadí | Jezdec                | Body |
| ------ | ------ | --------------------- | ---- |
|        | 1      | Alberto Ascari        | 9    |
| 16     | 2      | Bill Vukovich         | 9    |
| 1      | 3      | Luigi Villoresi       | 6    |
| 14     | 4      | Art Cross             | 6    |
| 2      | 5      | José Froilán González | 4    |
| Zdroj: |        |                       |      |